# Gonostegia
Gonostegia é um género de plantas com flores pertencentes à família Urticaceae.
A sua distribuição nativa é na Ásia tropical e subtropical e no norte da Austrália.
Espécies:
- Gonostegia parvifolia (Wight) Miq.
- Gonostegia pentandra (Roxb.) Miq.
- Gonostegia triandra (Blume) Miq.